# Armen Djigarhanean
Armen Djigarhanean (în armeană Արմեն Ջիգարխանյան; în rusă Армен Джигарханян; n. 3 octombrie 1935, Erevan, Republica Sovietică Socialistă Armeană – d. 14 noiembrie 2020, Moscova, Rusia) a fost un actor sovietic, armean și rus.
Născut și crescut la Erevan, Djigarhanean a început să lucreze ca actor în teatrele rusești ale orașului, înainte de a se muta la Moscova pentru a continua actoria. Din 1960, Djigarhanean a apărut într-o serie de filme armene. A devenit popular în anii 1970 cu diversele roluri în filme sovietice precum Novye priklyucheniya neulovimykh (1968), continuarea acestuia Korona Rossiyskoy Imperii, ili Snova Neulovimy (1971) și Locul întâlnirii nu poate fi schimbat (1979). După aproape 30 de ani pe scena Teatrului Maiakovski, Djigarhanean a predat la VGIK (Institutul Cinematografic Gerasimov), iar în 1996 și-a fondat propriul teatru la Moscova. 
Djigarhanean, unul dintre cele mai renumiți actori de filme și de scenă dintre actorii armeni și ruși, a apărut în mai multe filme decât oricare alt actor rus, având peste 250 de apariții.

## Tinerețe
Armen Djigarhanean s-a născut la Erevan, Republica Sovietică Socialistă Armenească, Uniunea Sovietică la 3 octombrie 1935.  Bunicul său din partea tatălui provenea dintr-o familie armenească din Tbilisi, capitala Georgiei.  A absolvit un liceu rus numit după Anton Cehov. Între 1953 și 1954, a lucrat ca asistent de operator imagine la studioul Hayfilm care era administrat de stat .  

## Carieră

### Teatru

#### Actor
În 1955, Djigarhanean a fost admis la Teatrul Academic de Stat Sundukian din Erevan. El a studiat în clasa regizorului Armen Gulakian până în 1958.  Începând din primul său an la Teatrul Sundukian, a început să joace la Teatrul rus Stanislavski din Erevan. A rămas acolo mai mult de 10 ani, până în 1967.   În singurul teatru rus din Armenia, el a jucat în jur de 30 de roluri, mai ales ca Vania Kudriaș în Furtuna de Aleksandr Ostrovski, Serghei în Poveste din Irkutsk ("Иркутская история") de Aleksei Arbuzov, ca Actor în Hăul de Maxim Gorki.  Încă de la începutul carierei sale de scenă, Djigarhanean a demonstrat o versatilitate uimitoare, reușind o mare varietate de roluri din repertoriul clasic și contemporan, inclusiv William Shakespeare, Tennessee Williams și mai mulți dramaturgi ruși moderni.  
În 1967, Djigarhanean s-a mutat la Moscova pentru a avea o carieră de succes la Teatrul Lenkom. A început să joace ca actor sub conducerea lui Anatolie Efros, cu toate acestea, au lucrat împreună doar o scurtă perioadă. Djigarhanean l-a portretizat pe Molière în Cabala ipocriților de  Mihail Bulgakov. În urma plecării lui Efros, lui Djigarhanean i s-au acordat mai multe roluri, dar nu a dorit să continue să joace într-un teatru fără regizorul pentru care a venit.  
În 1969, Djigarhanean s-a alăturat Teatrului Maiakovski din Moscova, la recomandarea lui Andrei Goncearov. A lucrat acolo până în 1996 și timp de aproape 30 de ani a fost „actorul său principal”. A apărut prima dată în rolul lui Levinson în adaptarea romanului (Разгром, 1927) Înfrângere de Alexandr Alexandrovici Fadeev, în care acțiunea are loc în timpul Războiului Civil Rus în Orientul Îndepărtat Rus. Printre rolurile sale ulterioare se numără și cel al lui Stanlei Kowalski în piesa lui Tennessee Williams, Un tramvai numit dorință  Întrucât majoritatea rolurilor sale erau cele ale personajului principal, a început să interpreteze mai multe roluri antagonice.  
Djigarhanean l-a interpretat pe Socrate în Conversații cu Socrate (Беседы с Сократом) de Eduard Radzinski în 1975 și a fost apreciat de critici ca unul dintre „cei mai interesanți și mai puternici actori ai scenei contemporane”. În timpul anilor 1970 -1980, Djigarhanean  a apărut mai rar pe scenă și mai frecvent în filme și a devenit cunoscut publicului sovietic mai larg. Chiar și cu un număr scăzut de apariții pe scenă, fiecare rol al lui Djigarhanean a foarte apreciat și comentat pozitiv. Cele mai bune roluri ale sale din această perioadă includ Big Daddy în Pisica pe acoperișul fierbinte (Cat on a Hot Tin Roof) de Tennessee Williams, Lord Bothwell în  Vivat! Vivat Regina! de Robert Bolt, Nero în Teatrul în vremea lui Nero și Seneca (Театр времён Нерона и Сенеки) de Eduard Radzinski și altele.

#### Regizor de teatru

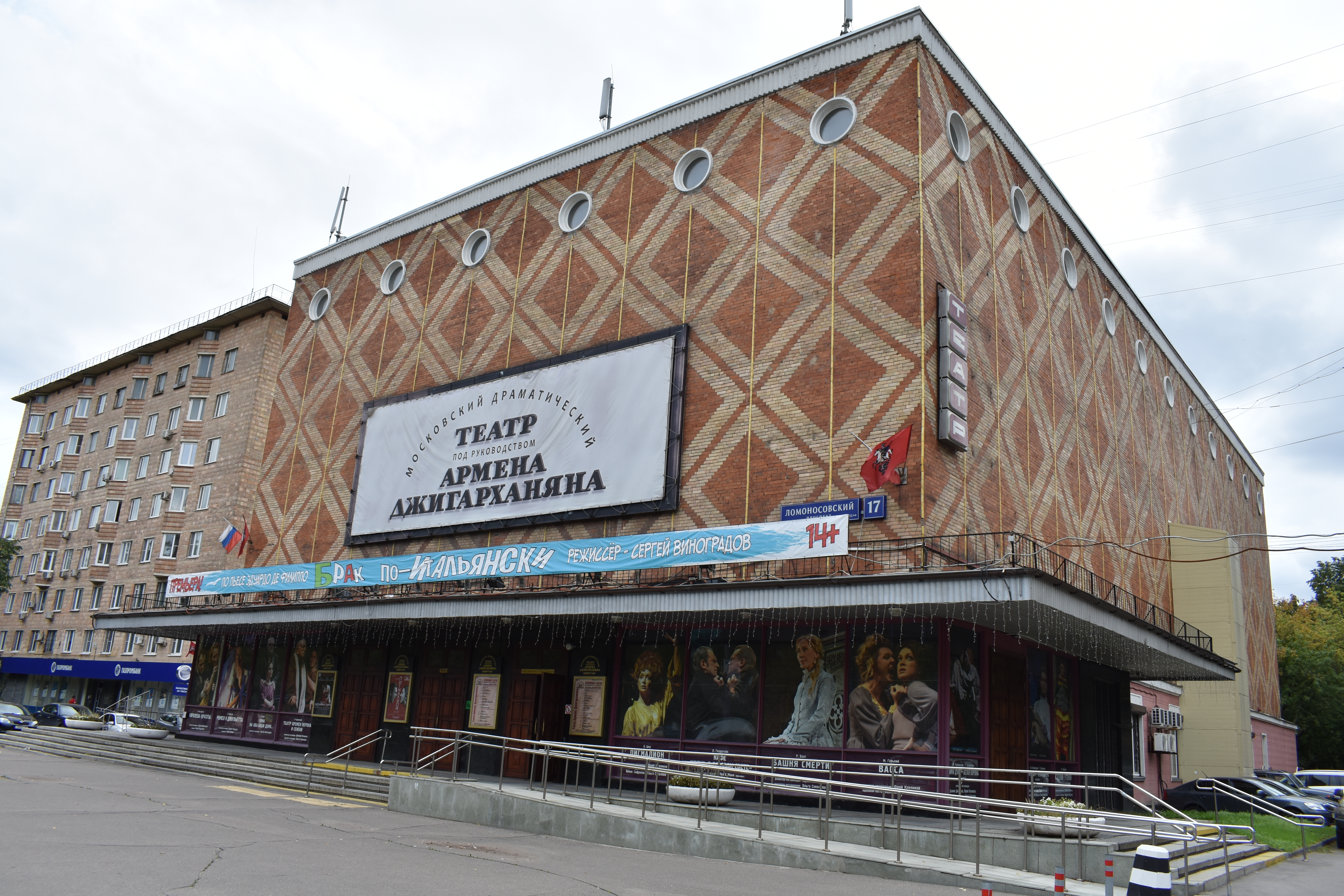
Teatrul Djigarhanean din Moscova

Între 1989 și 1997, Djigarhanean a predat la Institutul de Cinematografie Gerasimov (VGIK), școala de stat  de film din Rusia.  
La mijlocul anilor 1990,  Djigarhanean a decis să creeze un teatru care să-i reunească pe elevii săi de la VGIK. În martie 1996,  Djigarhanean  și-a fondat propriul teatru numit „D”, în prezent „Teatrul Dramatic din Moscova condus de Armen  Djigarhanean” (Московский драматический театр под руководством Армена Джигархня). Teatrul său a pus în scenă o serie de piese celebre, printre care Krapp's Last Tape de Samuel Beckett și The Homecoming de Harec Pinter. 
Djigarhanean a regizat, de asemenea, actori care nu făceau parte din trupa unui teatru și jucau doar într-o piesă, de asemenea a jucat rolurile Generalul în Jucătorul  de Feodor Dostoievski  și personajul principal din Filumena Marturano de Eduardo De Filippo la Teatrul Lenkom.

### Film
Djigarhanean a debutat în cinematografie în 1960 în filmul Obval (Обвал, Colaps) cu rolul lui Hakob. El a „impresionat spectatorii cu portretul său inspirat de fizician” din Barev, yes em (1966) regizat de  Frunze Dovlatian, cu rolul lui Artiom Manvelian. Această interpretare „i-a adus un renume național și a dus la o carieră extrem de prolifică pe ecran”. Usta Mukuch, rolul unui bătrân fierar pe care l-a creat în Yerankyuni (Triunghiul, 1967), regizat de faimosul regizor armean Henrik Malian, a deschis calea pentru zeci de filme în deceniile ulterioare.  
Ulterior, el a apărut în mai multe filme iconice, inclusiv rolul căpitanul Oveșkin în filmul lui Edmond Keosaian, Novye prikluchenya Neulovimykh (1968) și Korona Rossiyskoy Imperii, ili Snova Neulovimye (1971). Filmul de comedie Tghamardik (Bărbații) din 1973, regizat de Edmond Keosaian, a devenit unul dintre cele mai iconice filme armene din perioada sovietică târzie, iar astăzi, o statuie a celor patru personaje principale ale sale se află în centrul Erevanului. „Până la începutul anilor 1970, Djigarhanean a devenit unul dintre cei mai populari actori sovietici de film care a apărut în peste 200 de roluri, acoperind toate genurile, de la comedie la aventură istorică, dramă psihologică, thriller și adaptări literare de calitate, trecând fără efort de la divertisment banal la arta sofisticată". În miniseria TV în cinci părți Locul întâlnirii nu poate fi schimbat (1979), în care a jucat marele actor Vladimir Vîsoțki, Djigarhanean a avut rolul unui hoț de drept (rusă: вор в зако́не, tr. vor v zakone), care l-a făcut și mai popular în rândul publicului sovietic. El a apărut, de asemenea, într-un rol principal în Teheran 43 (ca Max), o coproducție sovieto-franceză din 1981. În acest film a jucat alături de Claude Jade, ca Françoise, misterioasa sa amantă mai tânără și Curd Jürgens, ca avocatul Legraine.

## Viața personală
Djigarhanean s-a căsătorit de trei ori. 
La începutul anilor 1960, s-a căsătorit în secret cu Alla Vanovskaia (1920-1966), o actriță a Teatrului rus Stanislavski din Erevan.  Ea suferea de coree, o boală genetică; a murit într-un spital de psihiatrie în 1966. Fiica lor, Yelena, s-a născut în 1964 și a murit la 23 de ani, în 1987. Ea a murit din cauza intoxicației cu monoxid de carbon, adormind (obosită după o repetiție de teatru) într-o mașină cu motorul pornit într-un garaj, ea avea aceiași boală ca mama ei, coree.
A doua sa soție, Tatiana Vlasova (născută la 5 ianuarie 1943), a fost și ea actriță la Teatrul Stanislavski din Erevan. Nu s-au căsătorit oficial niciodată, dar au locuit împreună din 1967, când s-au mutat împreună la Moscova.  În 1998, Armen a cumpărat o casă în Dallas, Texas (SUA) și și-a convins soția să aibă grijă de casă. La insistențele soțului ei, Tatiana a plecat în SUA și a început să lucreze ca profesoară de limba rusă la Institutul din Dallas. Armen venea deseori la soția sa, ei călătoreau împreună. Nu au avut copii. S-au despărțit în septembrie 2015.
A treia sa soție, cu 43 de ani mai tânără decât el, a fost pianista și actrița Vitalina Țimbaliuk-Romanovskaia (născută la 8 decembrie 1978, Kiev), jumătate ucraineană, jumătate de origine evreiască. Din 2008, Vitalina a început să lucreze la Teatrul Dramatic din Moscova unde Djigarhanean era regizor. Au fost căsătoriți din 25 februarie 2016 până la 27 noiembrie 2017. Au divorțat pentru un presupus furt de 80 de milioane de ruble din banii teatrului.
La 5 martie 2016, având probleme cu diabetul, a fost internat la Institutul N. V. Sklifosovsky din Moscova cu suspiciune de infarct miocardic.
La 17 ianuarie 2018, a fost luat cu ambulanța de la teatrul său, unde în ultimele zile se pregătea pentru o nouă reprezentație, și a fost internat la Spitalul Clinic nr. 1 din Moscova, având o stare moderată. Conform datelor preliminare, actorul a dezvăluit probleme cardiace. În plus, a fost diagnosticat cu o criză hipertensivă și avea, de asemenea, o suspiciune de nevralgie și infecție virală. La 26 aprilie 2018, el a fost internat în spital cu un atac de cord și a intrat în comă, dar ulterior și-a revenit.
În septembrie 2019, Armen a anunțat că s-a reunit cu Tatiana Vlasova, care s-a întors special din Statele Unite pentru a avea grijă de fostul ei soț. „Vom îmbătrâni împreună”, a spus actorul.

## Poziție publică
În 2001, Armen Djigarhanean a semnat o scrisoare în apărarea canalului de televiziune NTV.
La alegerile prezidențiale din Rusia din 2012, a fost confidentul candidatului Vladimir Putin.
În martie 2014, în timpul evenimentelor din Crimeea, el nu a semnat apelul colectiv către publicul rus al unor figuri culturale în sprijinul poziției președintelui Vladimir Putin în Ucraina și Crimeea.
În 2017, a participat la alegerile municipale din regiunea Gagarinski din Moscova din partea partidului Rusia Unită. Conform rezultatelor votării, el a ocupat locul 5 în circumscripția cu trei membri și nu a primit un mandat de deputat. Toate cele trei mandate din această circumscripție au fost câștigate de reprezentanți ai partidului social liberal Iabloko.
Armen Djigarhanean este un suporter al clubului de fotbal Spartak Moscova.

## Recunoaștere

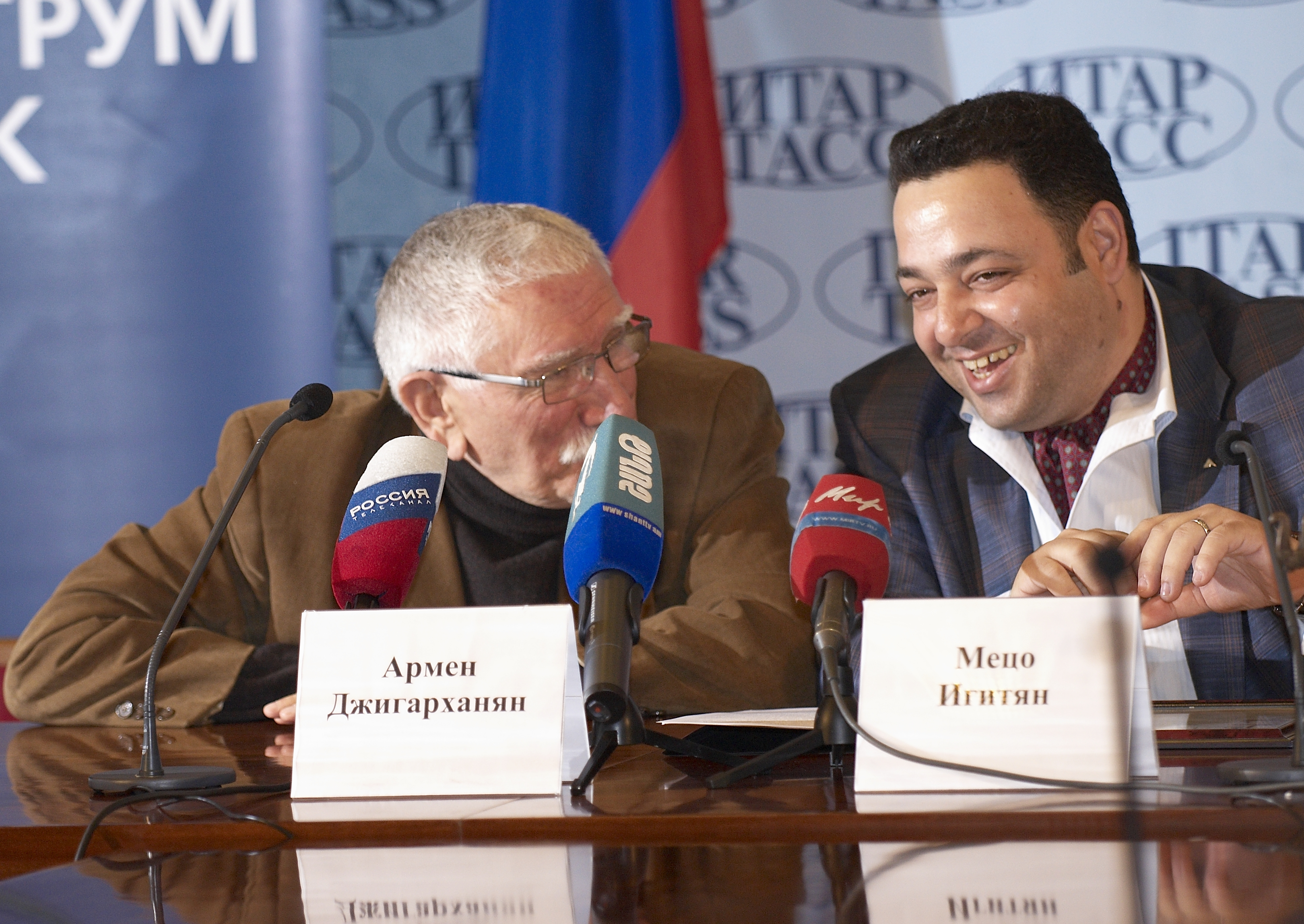
Djigarhanean (stânga) la o conferință de presă ITAR-TASS, 2012

Djigarhanean este unul dintre cei mai populari  și renumiți actori ruși, atât de film cât și de teatru. Novaia Gazeta, unul dintre cele mai mari săptămânale din Rusia, l-a descris pe Djigarhanean ca pe o „marcă distinctă” în teatrul și filmul rus. Potrivit lui Peter Rollberg, profesor de limbi slave și studii cinematografice  la Școala Elliott de Afaceri Internaționale (Elliott School of International Affairs), „personajele lui Djigarhanean se disting, de obicei, prin stoicism, ironie și o putere interioară liniștită, care iradiază un farmec dur care a crescut odată cu vârsta”.  
Odată cu moartea lui Frunzik Mkrtchyan (1993), Khoren Abrahamyan (2004) și a lui Sos Sargsian (2013), Djigarhanean a rămas ultimul mare actor armean din epoca sovietică.
La aniversarea sa din 2005, al doilea președinte al Armeniei, Robert Kocharian, a a declarat că „marea popularitate” a lui Djigarhanean se datorează „talentului său și muncii sale devotate”. Koșarian a mai spus că „arta [lui] a devenit un standard particular de îmbogățire reciprocă a culturilor armene și ruse”. În 2010, actualul președinte al Armeniei, Serj Sargsian, l-a descris pe artist ca „una dintre figurile proeminente ale cinematografului modern”, care are „un talent și un farmec nelimitat”. Sargsian a declarat că „națiunea armeană este mândră de el”. În 2010, președintele rus Dmitri Medvedev i-a acordat lui Djigarhanean  Ordinul „Pentru Meritul Patriei” (Орден «За заслуги перед Отечеством») și a declarat:
| “ | „Timp de zeci de ani, ați oferit audienței talentul dumneavoastră, iar publicul recunoscător v-a răspuns cu dragoste sinceră. Ați jucat o serie de roluri memorabile, fiecare dintre acestea fiind un exemplu de măiestrie a profesiei. Astăzi, [sunteți] energia inepuizabilă creatoare, [cu] capacitatea de a integra oameni talentați pentru a vă ajuta în munca dvs. cu trupa unuia dintre cele mai populare teatre din Moscova, de a educa tânăra generație a actorilor noștri.” | ” |

În 2012, primarul Moscovei, Serghei Sobianin, l-a felicitat pe Djigarhanean cu ocazia zilei sale de naștere și l-a descris ca fiind „un actor de excepție și un talentat regizor”, care „prin mulți ani de muncă pe scenă și în film a adus o contribuție uriașă la dezvoltarea culturii rusești”.

### Record
O serie de surse susțin că Djigarhanean este inclus în Guinness World Records ca fiind actorul rus cu cele mai multe apariții în film (începând cu 2013), sugerând că a jucat în mai mult de 250 de filme  (300 conform RIA Novosti). Cu toate acestea, website-ul  Guinness World Records nu oferă astfel de informații după țară. Referindu-se la numărul mare de filme în care a apărut, proeminent compozitorul armean sovietic Aram Haciaturian a declarat cândva: „[Ori de câte ori] dați drumul la fier, Djigarhanean  este acolo!” Actorul Valentin Gaft a scris o epigramă într-o referire plină de umor la numărul său mare de roluri: „Există mai puțini armeni în lume, / Decât filme cu Djigarhanean” (Гораздо меньше на земле армян, / Чем фильмов, г Джигарханян.) 

### Premii
Uniunea Sovietica

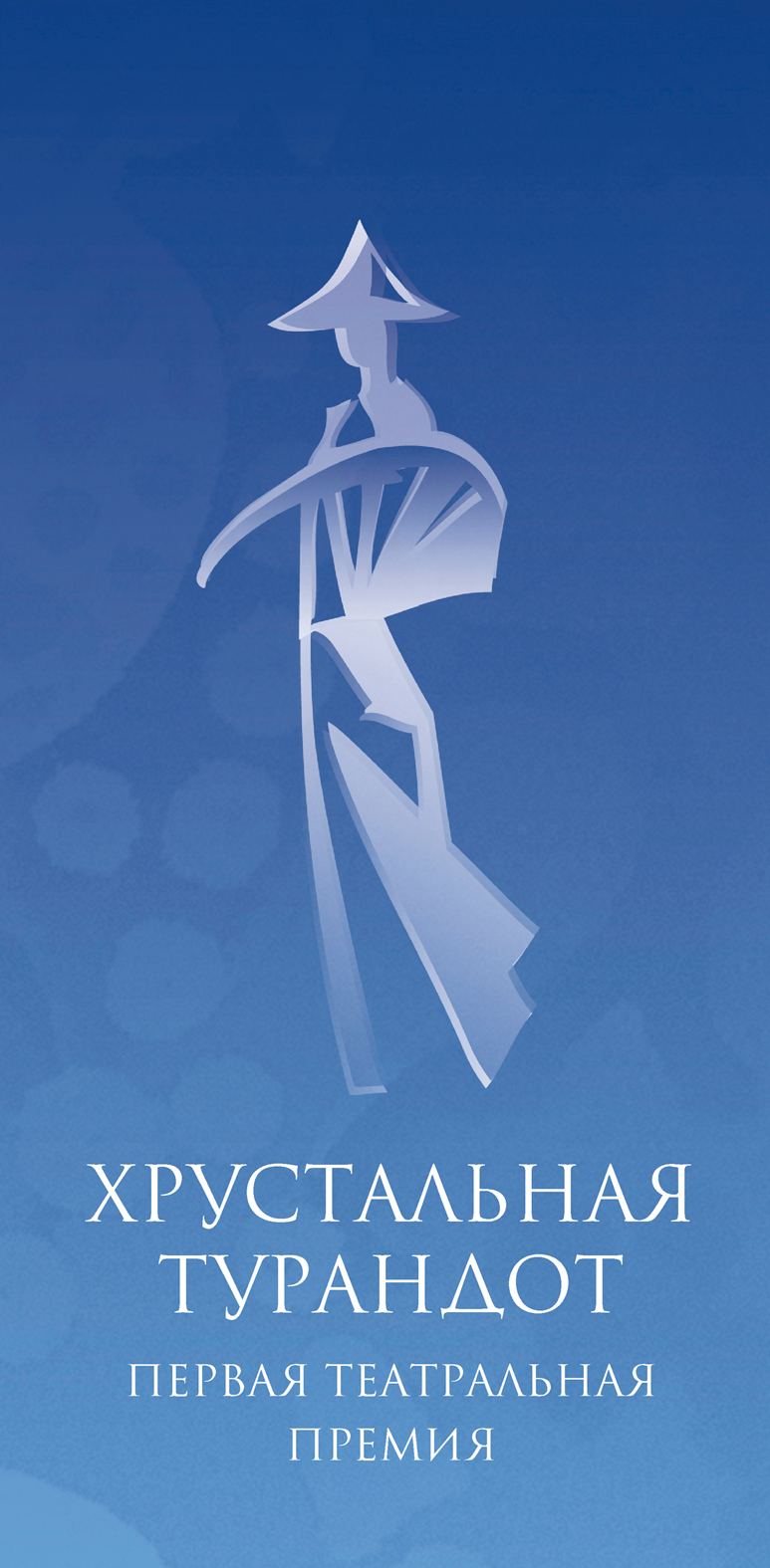
Sigla premiului „Turandot de cristal” (Хрустальная Турандот)

- Artist al populului (URSS) (1985)[52]

Rusia
- Artist al populului (Rusia sovietică) (1973)[52]
- Ordinul Pentru Meritul Patriei, clasa a III-a (1995)[53]
- Ordinul Pentru Meritul Patrie, clasa a IV-a (2005)[54]
- Ordinul Alexander Nevski (2006)[55]
- „Turandot  de cristal” (Хрустальная Турандот), Cel mai mare premiu în teatru al Moscovei (2010) [5]
- Ordinul Pentru Meritul Patriei, clasa a II-a (2010)[56]

Armenia
- Artistul Poporului (RSS Armeană) (1977)[52]
- Medalia Mashtots Mesrop (1996)
- Cetățean de onoare al Erevanului (2001)[57]
- Ordinul de Onoare al Armeniei (2010)[58]

## Filmografie selectată
| An   | Film ( în engleză / rusă) | Rol                        | Note |
| ---- | --- | -------------------------- | ---- |
| 1966 | Hello, That's Me! (Здравствуй, это я!) | Artyom Manvelyan           |      |
| 1967 | Triangle (Треугольник) | Usta Mukuch                |      |
| 1968 | The New Adventures of the Elusive Avengers (Новые приключения Неуловимых)                                                                  | captain Ovechkin           |      |
| 1970 | The Seagull (Чайка) | Ilya Afanasievich Shamraev |      |
| 1971 | The Crown of the Russian Empire, or Once Again the Elusive Avengers (Корона Российской Империи, или Снова Неуловимые)                      | captain Ovechkin           |      |
| 1973 | The Men (Мужчины) | Ghazaryan                  |      |
| 1975 | Hello, I'm Your Aunt! (Здравствуйте, я ваша тётя!)                                                                                         | Judge Criggs               |      |
| 1977 | When September Comes (Когда наступает сентябрь)                                                                                            | Levon Pogosyan             |      |
| 1978 | The Dog in the Manger (Собака на сене) | Tristan                    |      |
| 1979 | The Meeting Place Cannot Be Changed (Место встречи изменить нельзя)                                                                        | Hunchback                  |      |
| 1980 | Rafferty (Рафферти) | Tommy Farichetti           |      |
| 1981 | Teheran 43 (Тегеран 43) | Max Richars                |      |
| 1982 | Gikor (Гикор) | Bazaz Artem                |      |
| 1986 | The Dolphin's Cry | steward                    |      |
| 1988 | The 13th Apostle | David                      |      |
| 1989 | Two arrows. Stone Age Detective (Две стрелы. Детектив каменного века)                                                                      | Head of the tribe          |      |
| 1990 | Passport (Паспорт) | Semyon Klein               |      |
| 1992 | Weather Is Good on Deribasovskaya, It Rains Again on Brighton Beach (На Дерибасовской хорошая погода, или На Брайтон-Бич опять идут дожди) | Katz                       |      |
| 1992 | White King, Red Queen (Белый король, красная королева)                                                                                     | Makeev                     |      |
| 1993 | Dreams (Сны) | Doctor                     |      |
| 1995 | Shirli-Myrli (Ширли-мырли) | Kozyulski                  |      |
| 2008 | The Best Movie (Самый лучший фильм) | God's secretary            |      |
| 2008 | God's Smile or The Odessa Story (Улыбка Бога, или Чисто одесская история)                                                                  | Filipp Olshansky           |      |
| 2009 | O Lucky Man! (О, счастливчик!) | Grandfather Ramiz          |      |
| 2009 | Hamlet. XXI Century (Гамлет. XXI век) | gravedigger                |      |

Voce
- Once Upon a Dog (Жил-был пёс, 1982) - Lupul
- Formula iubirii (Формула любви, 1984) - Contele Cagliostro
- Insula comorilor (Остров сокровищ, 1988) - John Silver
- Alisa știe ce să facă! (Алиса знает, что делать !, 2013-2016) [59]

## Vezi și
- Listă de actori armeni